# Turistická značená trasa 4205
 Turistická značená trasa 4205 je 1,5 km dlouhá zeleně značená trasa Klubu českých turistů v okrese Trutnov propojující žlutě značenou turistickou trasu 7220 s autobusovou zastávkou v lokalitě Za Větrem. Její převažující směr je jižní. Trasa se v celé délce nachází na území Krkonošského národního parku.

## Průběh trasy
Počátek trasy se nachází na rozcestí se žlutě značenou trasou 7220 spojující chatu Jelenka s Pomezními Boudami. Trasa prudce klesá lesem k jihu do k silnici II/252 a poté pokračuje po ní k autobusové zastávce v lokalitě Za Větrem, kde končí bez návaznosti na žádnou další turistickou trasu.